# 谷衛秀
谷 衛秀（たに もりひで）は、丹波国山家藩の第7代藩主。

## 生涯
第5代藩主・谷衛衝の次男。
宝暦14年（1764年）、先代藩主で兄の衛将が死去したため、その養嗣子となって跡を継ぐ。安永9年（1780年）8月13日に52歳で死去し、跡を次男の衛量が継いだ。

## 系譜
- 父：谷衛衝（1700年 - 1763年）
- 母：不詳
- 養父：谷衛将（1728年 - 1764年）
- 正室：牧野長成（おさしげ。丹後国田辺藩主牧野英成の子）の娘
  - 長男：濟之助（早世）
  - 女子：蒔田広憲（旗本蒔田氏分家）正室、のち榊原照郷（交代寄合榊原氏）室
- 生母不明の子女
  - 次男：谷衛量（1765年 - 1801年）
  - 三男：谷衛睦
  - 女子：谷勝衛室 - 分家